# Top 16 2002-03
El Campeonato de Francia de Rugby 15 2002-03 fue la 104.ª edición del Campeonato francés de rugby.
El campeón del torneo fue el equipo de Stade Français quienes obtuvieron su decimoprimer campeonato.

## Desarrollo

### Grupo 1
|   | Equipo           | J  | G  | E | P | PF  | PC  | PD   | Pts |
| - | ---------------- | -- | -- | - | - | --- | --- | ---- | --- |
| 1 | Biarritz         | 14 | 10 | 0 | 4 | 347 | 273 | 74   | 34  |
| 2 | Stade Français   | 14 | 9  | 1 | 4 | 306 | 241 | 65   | 33  |
| 3 | Bourgoin         | 14 | 7  | 1 | 6 | 314 | 290 | 24   | 29  |
| 4 | Grenoble         | 14 | 7  | 0 | 7 | 305 | 266 | 39   | 28  |
| 5 | Montferrand      | 14 | 6  | 1 | 7 | 279 | 238 | 41   | 27  |
| 6 | Bourdeaux-Begles | 14 | 5  | 1 | 8 | 273 | 317 | -44  | 25  |
| 7 | Castres          | 14 | 4  | 2 | 8 | 303 | 372 | -69  | 24  |
| 8 | Montauban        | 14 | 4  | 2 | 8 | 228 | 358 | -130 | 24  |

### Grupo 2
|   | Equipo         | J  | G  | E | P  | PF  | PC  | PD   | Pts |
| - | -------------- | -- | -- | - | -- | --- | --- | ---- | --- |
| 1 | Agen           | 14 | 12 | 0 | 2  | 359 | 198 | 161  | 38  |
| 2 | Toulouse       | 14 | 11 | 1 | 2  | 402 | 236 | 166  | 37  |
| 3 | Perpignan      | 14 | 8  | 0 | 6  | 326 | 208 | 118  | 30  |
| 4 | Pau            | 14 | 6  | 2 | 6  | 307 | 317 | -10  | 28  |
| 5 | Narbonne       | 14 | 6  | 1 | 7  | 282 | 330 | -48  | 27  |
| 6 | Colomiers      | 14 | 5  | 0 | 9  | 227 | 345 | -118 | 24  |
| 7 | Béziers        | 14 | 3  | 1 | 10 | 281 | 351 | -70  | 21  |
| 8 | Mont-de-Marsan | 14 | 2  | 1 | 11 | 208 | 407 | -199 | 19  |

## Segunda Fase

### Grupo 1
|   | Equipo         | J | G | E | P | PF  | PC  | PD  | Pts |
| - | -------------- | - | - | - | - | --- | --- | --- | --- |
| 1 | Stade Français | 6 | 5 | 0 | 1 | 167 | 111 | 56  | 16  |
| 2 | Agen           | 6 | 4 | 0 | 2 | 142 | 121 | 21  | 14  |
| 3 | Perpignan      | 6 | 2 | 0 | 4 | 119 | 136 | -17 | 10  |
| 4 | Grenoble       | 6 | 1 | 0 | 5 | 127 | 187 | -60 | 8   |

### Grupo 2
|   | Equipo   | J | G | E | P | PF  | PC  | PD  | Pts |
| - | -------- | - | - | - | - | --- | --- | --- | --- |
| 1 | Toulouse | 6 | 4 | 0 | 2 | 218 | 199 | 19  | 14  |
| 2 | Biarritz | 6 | 4 | 0 | 2 | 157 | 132 | 25  | 14  |
| 3 | Bourgoin | 6 | 3 | 0 | 3 | 195 | 141 | 54  | 12  |
| 4 | Pau      | 6 | 1 | 0 | 5 | 149 | 247 | -98 | 8   |

### Semifinal
| 31 de mayo de 2003 | Toulouse | 22 - 16 | Agen |  |  |

| 31 de mayo de 2003 | Stade Français | 32 - 9 | Biarritz |  |  |

### Final
| 8 de junio de 2003 | Stade Français | 32 - 18 | Toulouse | Stade de France, París |  |

| Bandera de Francia     |
| Campeón Stade Français |
| Décimo primer título   |